# Museo arte Gallarate
O Museo arte Gallarate, também conhecido como MAGA, é um museu de arte moderna localizado em Gallarate, Província de Varese, Lombardia, na Itália. Fundado em 1966 como a Galeria Cívica de Arte Moderna de Gallarate, é administrado desde 2009 pela Fundação do Moderno e Contemporâneo Silvio Zanella. Fundado pelo Ministério do Patrimônio Cultural e Atividades e o Município de Gallarate, tem como parceiros institucionais Regione Lombardia e a Província de Varese. Em março de 2010, foi renomeado e migrado para um complexo arquitetônico de 5.000 metros quadrados. Hoje possui uma coleção de cerca de 5.500 obras.
Dos autores mais ilustres estão grandes mestres da história da arte italiana, como Lucio Fontana, Mario Bardi, Renato Guttuso, Mario Sironi, Giuseppe Santomaso, Emilio Vedova, Carlo Carrà, e mais artistas como Ernesto Treccani, Ennio Morlotti, Afro Basaldella, Carlo Ramous, Ferdinando Chevrier, Atanasio Soldati, Enrico Prampolini, Bruno Munari, Fausto Melotti, Dadamaino, Gianni Colombo, Piero Gilardi, Studio Azzurro, Enrica Borghi, Adrian Paci, Ottonella Mocellin e Nicola Pellegrini, Chiara Dynys, Bianco-Valente e Alice Cattaneo, Massimo Bartolini, Marcello Simonetta, Alessandra Spranzi, Moira Ricci, Antonio Del Donno.

## Coleção do Museu MAGA
As coleções do Museo Maga hospedam as seguintes obras de arte:
- Atanasio Soldati, Autoritratto (Self-portrait), 1930
- Mario Sironi, Alpino e Nave (Alpine and Ship), 1939
- Gianni Monnet, Costruzione (Construction), 1946
- Ennio Borlotti, La pace (Peace), 1949
- Emilio Vedova, L'urto (The bump), 1949
- Silvio Consadori, Composizione (Composition), 1950
- Bruno Munari, Progetto per negativo-positivo (Project for negative-positive), 1950
- Mario Radice, Composizione pentagonale (Pentagonal composition), 1950
- Angelo Del Bon, Fiori (Flowers), 1950
- Raffaele De Grada, San Gimignano (St Gimignano), 1951
- Atanasio Soldati, Ambiguità (Ambiguity), 1951
- Gillo Dorfles, Immagini ambigue (Ambiguous figures), 1951
- Afro Basaldella, A De Falla, 1952
- Nino Di Salvatore, Struttura spaziale in tensione (Spatial structure in tension), 1952
- Augusto Garau, Composizione (Composition), 1952
- Aldo Carpi, Sulla spiaggia (On the beach), 1953
- Carlo Carrà, Firenze (Florence), 1953
- Bruno Cassinati, Donna in viola (Woman in purple), 1953
- Gino Meloni, Il gallo (The rooster), 1954
- Ernesto Treccani, L'accusa (The prosecution), 1955
- Ennio Borlotti, Paesaggio (Landscape), 1955
- Cesare Peverelli, Naissance, 1958
- Emilio Scanavino, Immediatamente prima (Immediately before), 1960
- Dadamaino, Volume a moduli sfasati (Volume to offset modules), 1960
- Lucio Fontana, Concetto spaziale (Spatial concept), 1960
- Giuseppe Guerreschi, Città invasa (Invaded city), 1960
- Davide Boriani, Superficie magnetica (Magnetic surface), 1961
- Mario Bardi, Metamorfosi. Deformazione meccanica di un fiore (Metamorphosis. Mechanical deformation of a flowery), 1988